# 黑點行動
黑點行動（The Black Dot Campaign）為2015年在社群網站 Facebook 上發起的一項運動（英文），讓受暴力脅迫者在自己的手掌心上劃一個黑點，乘機出示於外人以便求救。目的在讓受暴人不需言語便能夠向外獲得救援。

## 活動之發起
發起人為一曾受家庭暴力之英國婦女，在順利逃出配偶的魔掌後，於2015年發起了這項活動。鼓勵受暴者在手掌心畫上黑點，拍照上傳，向外界求救。冀希看到之人可以幫忙求助警察或社工，這樣也許能夠幫助受暴者更早脫離險境。

## 實際運作狀況
發起人雖然希望將之發展為國際通用求救訊號，但顯然沒有成功，畢竟大家所熟知的求救訊號就是「SOS」，而發起人似乎是想用另一個更隱晦的符號來代替前者，以儘量避免被施暴者發現。然而一般人卻很容易將手掌心的黑點誤認為手掌長痣或是黑色素瘤。除此之外，相關社工、醫護、急救、消防及警察人員亦不甚知䁱這個活動。更糟的是，這則活動甚且被誤認為謠傳。
雖然謠言破解網站 Snopes證實了這則活動的真實性，但也質疑其可行性，例如此舉似乎亦難避免被施暴者發現被害人向外求救及並無有其他配套措施。
臺灣女權團體勵馨基金會以及現代婦女基金會的社群網站 Facebook上亦有推廣此活動。